# Darliston
Darliston – miasto na Jamajce, w regionie Westmoreland.